# Nathan Hills
Nathan Hills är en kulle i Antarktis. Den ligger i Östantarktis. Nya Zeeland gör anspråk på området. Toppen på Nathan Hills är 1 934 meter över havet.
Terrängen runt Nathan Hills är bergig åt sydväst, men åt nordost är den kuperad. Trakten är obefolkad. Det finns inga samhällen i närheten.